# Аптека Готтфрида
Аптека Готтфрида — здание бывшей аптеки в Выборге. Расположенный на углу Красноармейской и Прогонной улицы обращённый фасадом к Рыночной площади двухэтажный дом в центре города Выборга включён в перечень памятников архитектуры.

## История

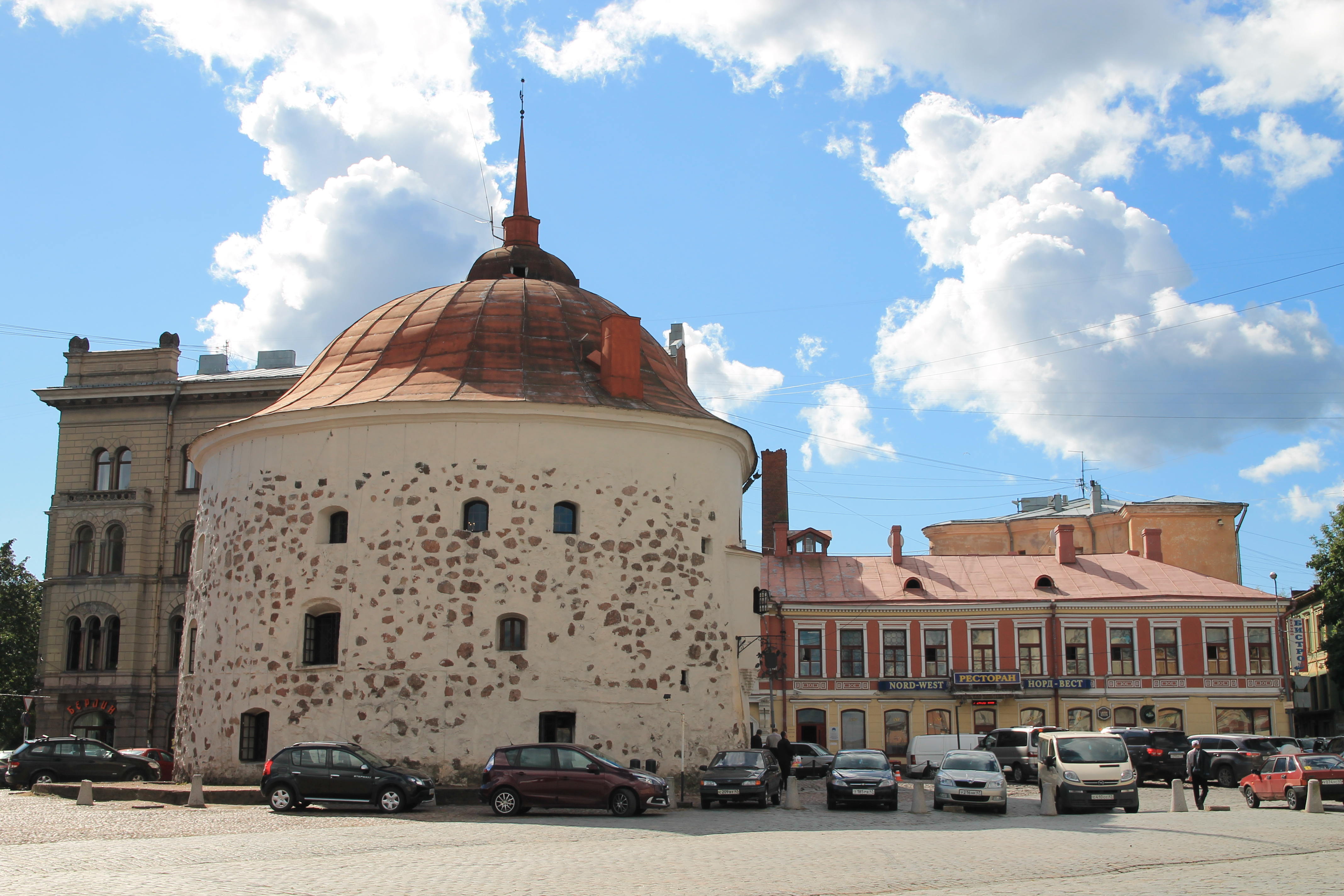
Круглая башня и бывшая аптека

Первые упоминания о врачебном деле в Выборге относятся к XV веку. Однако длительное время в городе не существовало аптеки: чтобы её открыть, следовало получить разрешение короля Швеции. Первым в Финляндии королевское разрешение получил выборгский хирург Петер Готтфрид, открывший аптеку у Скотопрогонных ворот городской стены на улице Чёрных братьев. Существующее ныне двухэтажное здание, построенное на том же месте, относится к XVIII столетию.
В конце XIX века была проведена перепланировка Выборга. Укрепления Каменного города и Рогатой крепости были разобраны; от барбакана и Скотопрогонных ворот осталась Круглая башня, оказавшаяся вместе с аптечным зданием на краю новой Рыночной площади. В связи с перепланировкой здание аптеки было перестроено и расширено: в 1880 году по проекту архитектора Ф. Пациуса, а в 1884 году по проекту архитектора Ю. А. Аренберга. Неоренессансный фасад аптеки, примыкающий к банку Северных стран, даже после перестроек сохранил изгиб, напоминающий о старинной уличной планировке, сложившейся задолго до формирования площади. Другим напоминанием о городской стене, на которую ориентировался аптечный фасад, является цветное мощение гранитным околом в западном углу Рыночной площади по линии бывших укреплений.
Здание старейшей в Финляндии аптеки служило по назначению вплоть до советско-финских войн (1939—1944). Петер Готтфрид держал аптеку в 1689—1698 годах, в дальнейшем владельцы менялись. Хильда Яатинен, последняя владелица аптеки, из-за военных событий перевела хозяйство в Хельсинки, где на улице Рунеберга аптечное учреждение существует до сих пор.
В настоящее время на первом этаже аптечного дома в Выборге размещается ресторан «Норд-вест», а второй этаж используется в качестве жилого.